# إيما سبنسر
إيما سبنسر (بالإنجليزية: Emma Spencer)‏ هي صحفية ومقدمة تلفزيونية بريطانية، ولدت في 26 يونيو 1978.